# Mulgimaa

Flaga Mulgimaa, zaprojektowana przez Tõnno Habichta

Mulgimaa – region kulturowo-historyczny (kraina historyczna) w południowej Estonii. 

## Opis
Mulgimaa wyodrębniła się z hrabstwa Sakala. Obecnie region ten obejmuje hrabstwo Viljandi i północno-zachodnie hrabstwo Valga. Historycznie Mulgimaa była podzielona na pięć parafii (est.: kihelkond): Halliste, Helme, Karksi, Paistu i Tarvastu. W latach 40. XX wieku mieszkańców spotkały radzieckie deportacje.

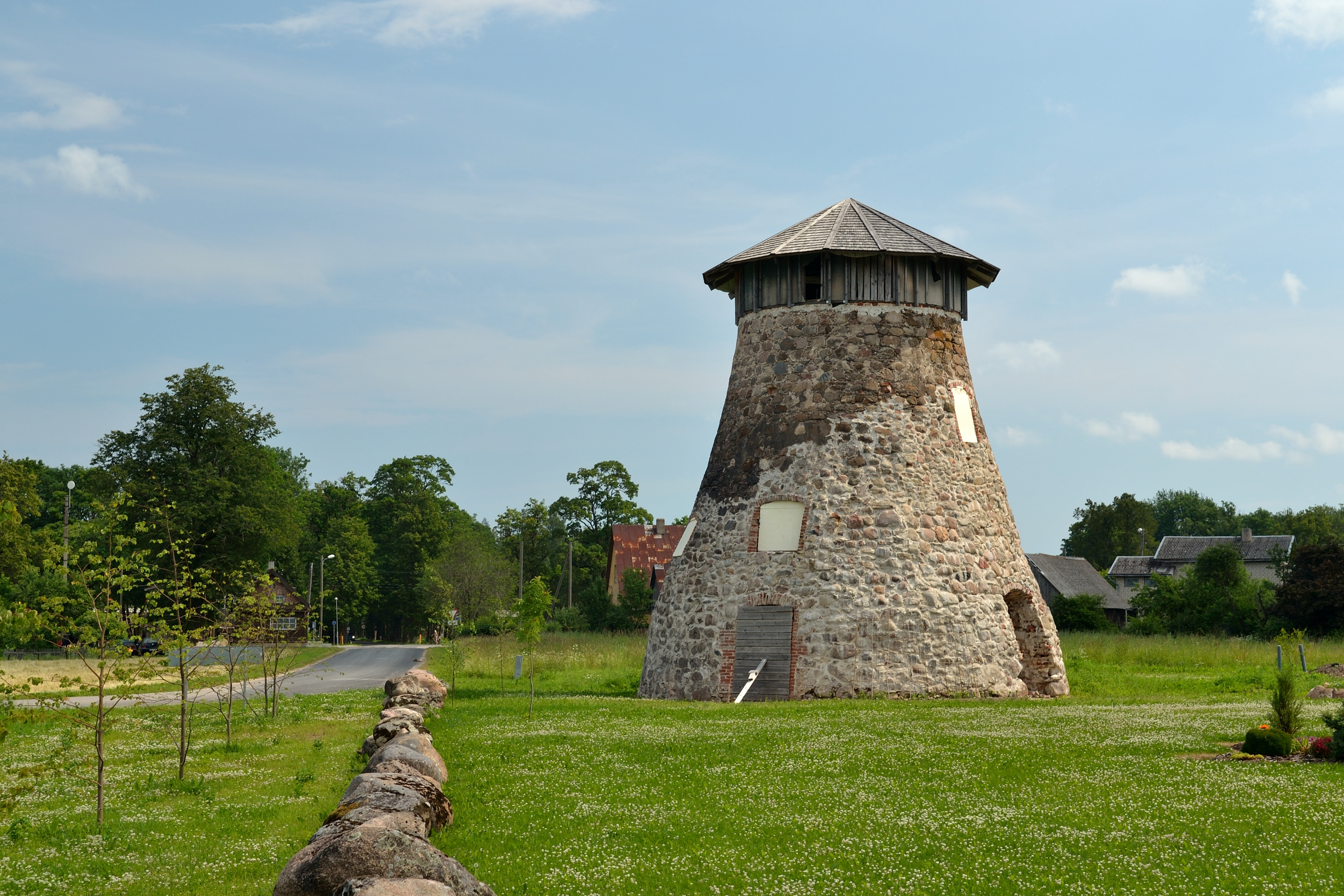
Wiatrak w Heimtali

Wbrew błędnemu mniemaniu wielu osób, dzisiejsza Viljandimaa nie jest Mulgimaa. Mieszkańcy Viljandi poza pięcioma parafiami nie są Mulgi. Mimo to Viljandi jest często błędnie uważane za stolicę Mulgimaa, mimo że miasto to nie znajduje się w granicach historycznego Mulgimaa. Pod koniec XX wieku niektórzy miejscowi uważali miasto Abja-Paluoja za centrum regionu, natomiast jego największym miastem jest Tõrva.

### Etymologia i język
Tradycyjnie w Mulgimaa mówiło się dialektem Mulgi.
Istnieje kilka teorii na temat pochodzenia nazwy Mulgimaa. Uważa się, że nazwa Mulgimaa powstała od gospodarstw o nazwie Mulgi; od przekleństwa używanego przez Łotyszy w stosunku do Estończyków (muļķis, czyli „głupi”); od czynności związanych z uprawianiem lnu.